# Estación de Fuente de Piedra
Fuente de Piedra es una estación ferroviaria situada en el municipio español homónimo en la provincia de Málaga, comunidad autónoma de Andalucía. Las instalaciones, inauguradas en la segunda mitad del siglo XIX, han pasado a lo largo de su historia por manos de varios operadores. La estación constituye un nudo ferroviario de importancia menor en el que confluyen las líneas Utrera-Fuente de Piedra y Córdoba-Málaga. En la actualidad las instalaciones ferroviarias no cuentan con servicios de pasajeros, limitándose al tráfico de mercancías. 

## Situación ferroviaria
La estación, situada a 416 metros de altitud, forma parte de los trazados de las siguientes líneas férreas:
- Línea férrea de ancho ibérico Córdoba-Málaga, punto kilométrico 111,9.[1]
- Línea férrea de ancho ibérico Utrera-Fuente de Piedra, punto kilométrico 113, 4.[1]

Antiguamente también fue cabecera de la línea férrea de ancho ibérico Fuente de Piedra-Granada, actualmente semi-desmantelada.

## Historia
La estación fue puesta en servicio el 15 de agosto de 1865 con la apertura del tramo Córdoba-Álora de la línea que pretendía unir Córdoba con Málaga. Las obras corrieron a cargo de la Compañía del Ferrocarril de Córdoba a Málaga que se constituyó con este propósito en 1861. Sin embargo su gestión, debido a los malos resultados económicos de la propietaria, la compañía no duró mucho y acabó integrándose en 1877 en la Compañía de los Ferrocarriles Andaluces. En 1941, con la nacionalización de la totalidad de la red ferroviaria española la estación pasó a ser gestionada por RENFE.
Durante las décadas de 1980 y 1990 se realizaron diversas actuaciones en la estación, principalmente en las instalaciones de seguridad y comunicaciones. Además, se construyó una nueva variante que enlazaba la línea Utrera-La Roda con Fuente de Piedra, la cual sería inaugurada en 1992. Paralelamente, también se acometieron las obras de una nueva variante que enlazase Fuente de Piedra con la línea Bobadilla-Granada, cuyo trazado entraría en servicio en 1994. Con ello, se eliminaron las inversiones de marcha que hasta entonces tenían que realizar los trenes del servicio Sevilla-Granada en las estaciones de La Roda de Andalucía y Bobadilla. Desde el 1 de enero de 2005, Renfe Operadora explota la línea mientras que Adif es la titular de las instalaciones ferroviarias.

## Servicios ferroviarios
En la actualidad las instalaciones no cuentan con ningún servicio de viajeros, quedando reservada como apartadero para trenes de mercancías.